# Schwarzenberg am Böhmerwald
Schwarzenberg am Böhmerwald è un comune austriaco di 635 abitanti nel distretto di Rohrbach, in Alta Austria.